# Ramón Gaya
Ramón Gaya (10 octobre 1910 à Murcie, Espagne - 15 octobre 2005  à Valence, Espagne) est un peintre et écrivain espagnol.

## Biographie

### Enfance et jeunesse (1910-1932): les années de formation
Ramón Gaya est né à Murcie en 1910. Ses parents, Salvador et Josefa, tous deux catalans, quittent Barcelone pour s’installer à Murcie à cause du travail du père, lithographe. Encore enfant, il abandonne l’école et commence à peindre avec deux peintres amis de son père, Pedro Flores et Luis Garay, travaillant avec eux dans leur atelier. Il complète sa formation avec la petite bibliothèque de son père, ouvrier catalan cultivé, anarchisant et wagnérien. Il lit Tolstoï, Nietzsche et Galdós, des écrivains qui l’accompagneront tout au long de sa vie.
À l’âge de 17 ans, il obtient une bourse de la Municipalité de Murcie pour compléter sa formation. Le jeune Ramón Gaya peut ainsi aller à Madrid et y visiter le musée du Prado qui, selon ses propres mots, deviendra pour toujours son « rocher espagnol ». Il rend visite à Juan Ramón Jiménez, alors reconnu comme le plus grand poète espagnol, et fréquente les intellectuels de l’époque, ceux qu’on appellera plus tard la « génération de 27 ». Nombre d’entre eux deviendront pour lui par la suite des amis ou des camarades. Après ce séjour de formation à Madrid, il se rend avec les peintres Pedro Flores Garcia et Luis Garay (es) à Paris, où il visite les musées, fait la connaissance notamment de Picasso et  expose à la galerie Aux quatre chemins. Malgré le succès de cette exposition et les attraits de la vie à Paris, Ramón Gaya décide de rentrer en Espagne. Il raconte les impressions de ce séjour et sa déception devant l’art d’avant-garde dans une lettre publiée dans le dernier numéro de la revue Verso y Prosa. Il reviendra sur ce sujet dans différents essais.

### La République et la guerre (1932-1939)

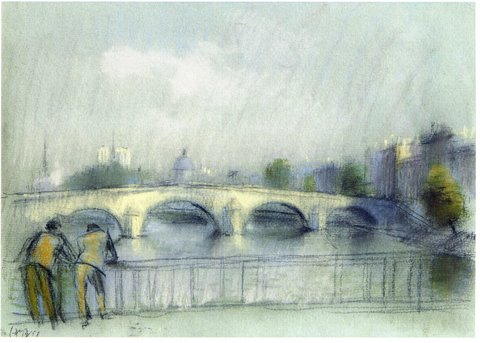
Peinture au pastel d'un pont de Paris, par Ramón Gaya

En 1932, Gaya est appelé par Bartolomé Cossío (Président du Patronat) pour collaborer aux Misiones Pedagógicas, projet culturel pédagogique et novateur de la République. Créées par le Ministère de Culture et d'Information Publique et des Beaux-Arts, elles étaient destinées à rapprocher la culture du monde rural, des villageois et des paysans. C'est ainsi qu'il participe au projet du théâtre universitaire de La Barraca, comme scénographe.
Il réalise plusieurs copies de tableaux du musée du Prado et participe au projet de musée ambulant appelé Museo del pueblo, à travers les villages d’Espagne. En 1936, juste un mois avant le début de la guerre, il épouse Fe Sanz.
Le 18 juillet, le général Franco se soulève contre le gouvernement de la République. La vie de Gaya, comme celle de tant d’Espagnols républicains, en est dramatiquement bouleversée. Après le bombardement de leur maison de Madrid, le couple part pour Valence où leur fille Alicia naît quelques mois plus tard. Il rejoint l'Alliance d'intellectuels antifascistes (es) et participe à leur congrès de 1937 qui réunit plus d’une centaine d’intellectuels venus de tous les coins du monde. À Valence naît aussi une nouvelle revue, Hora de España (es), à laquelle collaborent la plupart des intellectuels de l’époque. Ramón Gaya fait partie de son conseil de rédaction, y publie des poèmes et des textes en prose et surtout conçoit les vignettes qui marqueront le style de la revue. En 1937, deux de ses tableaux, Épouvante. Bombardement à Almeria (qui obtiendra le premier prix de peinture aux Concours nationaux) et Paroles aux morts. Portrait de Juan Gil Albert, sont exposés au pavillon de la République Espagnole à l’Exposition de Paris.
En 1939, après la défaite républicaine, sa femme, qui essayait de regagner la France avec la population civile, meurt dans le bombardement de Figueras, auquel leur fille survit par miracle. Ramón Gaya franchit les Pyrénées avec l’armée républicaine et est interné au camp de concentration de Saint-Cyprien (Pyrénées-Orientales). À sa sortie du camp, il séjourne à Cardesse chez son ami anglais Cristobal Hall, puis s’embarque vers le Mexique et l’exil.

### L’Exil (1939-1952)
Arrivé au Mexique, Gaya s’établit à Mexico et renoue peu à peu avec sa vocation, la peinture, l’écriture. C’est de cette époque, alors qu’il était éloigné des musées et de la peinture des grands maîtres, que datent les premiers hommages aux grands peintres comme sujet de ses tableaux : Hommage à Velázquez, Hommage à Murillo, Hommage à Rembrandt, Hommage à Constable. Des hommages que, de manières très différentes, il ne cessera d’aborder et d’élargir tout au long de sa vie.
Des paysages de Chapultepec et de Cuernavaca, Gaya fera un autre sujet de sa peinture. Des gouaches d’un grand lyrisme et d’une grande beauté avec une touche extrême-orientale.
Il collabore à plusieurs revues littéraires mexicaines : Taller et plus tard Romance, El Hijo pródigo et Las Españas. Il se lie d’amitié avec les poètes mexicains Octavio Paz et Xavier Villaurrutia, le compositeur Salvador Moreno, l’archéologue Laurette Séjourné. En 1949, il rencontre le jeune poète Tomás Segovia, avec qui il nouera une solide amitié jusqu'à la fin de ses jours. Il continue de fréquenter d’autres exilés comme Álvaro et sa fille Concha de Albornoz, Juan Gil-Albert, Luis Cernuda, José Bergamín, etc. Il ne cesse de manifester son indépendance vis-à-vis des mouvements et des consignes de l’époque.

### Le retour en Europe (1952-1970)

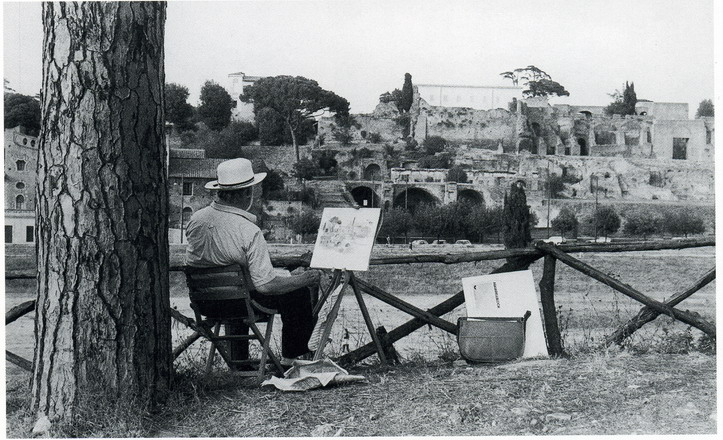
Ramón Gaya dans le Circus Maximus. Rome, 1990. (Photographie de Juan Ballester.)

C’est en 1952 qu’a lieu sa première sortie du Mexique. Paris et ses musées seront la destination première de ce séjour en Europe qui dure une année entière. Il visite aussi Venise, Florence et Rome. Son livre Diario de un pintor, 1952, 1953 rassemble ses impressions et réflexions sur ce voyage. L’année suivante, il retourne au Mexique mais commence à songer à s’établir en Europe, près de la peinture, près des musées. Il s’y décide en 1956 et s’installe à Rome, où il fréquente assidûment son amie de longue date, la philosophe María Zambrano. Les Italiens Elena Croce (it), Tomas Carini le mettent en relation avec Italo Calvino, Nicola Chiaromonte, Elémire Zolla et, plus tard, Giorgio Agamben.
En Italie, Gaya aborde les grands thèmes de la peinture, comme le montrent les titres des tableaux de cette époque : Baptême, Enterrement du Christ, Holopherne, Noli me tangere. Il peint les rues de Rome, l’atmosphère de Venise, les ponts de Florence, le Tibre, l’Arno. En 1960 est publié en italien son livre Il sentimento de la Pittura. Il gardera toujours son atelier romain de la rue Vicolo del Giglio et il y retournera de temps à autre jusqu’en 1998.
En mars 1960, il revient en Espagne après vingt et un ans d’exil et il s’y rend plusieurs fois tout au long de cette décennie : exposition à la Galerie Mayer de Madrid, rencontre avec ses vieux amis, publication en espagnol de Sentimiento de la pintura, visites du musée du Prado. En 1966, pendant un séjour à Valence, il fait la connaissance d’Isabel Verdejo (Cuca), qu’il épousera plus tard et qui deviendra un des sujets de sa peinture : il en fera de nombreux portraits et des dessins. En 1969, il publie son ouvrage fondamental, Velázquez, pájaro solitario.

### L’installation en Espagne: Barcelone, Valence, Madrid.
À partir des années 1970, Ramón Gaya s’installe à Barcelone d’abord, puis à Valence. C’est l‘époque de la maturité. Il travaille beaucoup, sa peinture devient plus essentielle. Il voyage, visite des musées et des expositions. Ce sont des années d’une grande richesse créative. Il fait aussi de longs séjours à Madrid où il a un atelier dès 1984. Il continue à être fidèle aux grands thèmes de sa peinture. Il commence à être reconnu. Expositions et hommages se succèdent :
- En 1978, exposition à Madrid. Première rétrospective en Espagne. Galería Multitud.
- En 1980, hommage à Murcie à l’occasion de son soixante-dixième anniversaire.
- En 1984, exposition rétrospective à Valence. Musée des Beaux Arts San Pío V.
- En 1985, il reçoit la Médaille d'or du mérite des beaux-arts par le Ministère de l'Éducation, de la Culture et des Sports[3]
- En 1989, exposition rétrospective au Musée d’Art Contemporain de Madrid.
- En 1990, inauguration à Murcie du musée qui lui est consacré avec une collection de plus de cinq cents œuvres.
- En 1997, il reçoit le prix national d'arts plastiques espagnol[4] ainsi que la Médaille d'Or du Círculo de Bellas Artes[5]
- En 1999, nommé docteur honoris causa par l’université de Murcie.
- En 2000, exposition rétrospective à l’IVAM (Institut Valencien d’Art Moderne).
- En 2002, il reçoit la première édition du Prix Velázquez d’Arts Plastiques. C’est le prix le plus important décerné par le Ministère de la Culture espagnol pour saluer l’œuvre et le parcours d’un artiste contemporain espagnol ou hispano-américain. L’année suivante a lieu l’exposition rétrospective au musée Reina Sofia, la dernière du vivant du peintre.

Le 15 octobre 2005, il meurt à Valence à l’âge de 95 ans.

## Œuvre

### Œuvre littéraire

#### Livre traduit en français
- (es) Vélasquez oiseau solitaire [« Velázquez, Pájaro solitario »] (trad. de l'espagnol), Paris, La Table Ronde, 2009, 112 p. (ISBN 978-2-7103-3024-0).